# GKSS
GKSS-Forschungszentrum- GKSS Centro de Investigación
El GKSS-Forschungszentrum Geesthacht GmbH fue fundado el año 1956 con el nombre Gesellschaft für Kernenergieverwertung in Schiffbau und Schiffahrt mbH (Compañía para el uso de energía nuclear en la construcción de barcos y viajes marítimos) en el sector de Krümmel, perteneciente a la ciudad alemana de Geesthacht. El proyecto estrella de la década de 1960 fue el barco a propulsión atómica NS Otto Hahn. Tras el fracaso del proyecto, la construcción de barcos no es una tarea del Centro de Investigación GKSS, por lo que la abreviación GKSS ya no tiene sentido.
GKSS-Forschungszentrum Geesthacht GmbH es uno de los 15 centros de Investigación miembros de la comunidad de centros de investigación alemanes llamada Helmholtz-Gemeinschaft. GKSS es financiado por el estado alemán en un 90% y por los estados de Schleswig-Holstein, Niedersachsen, Hamburg y Brandenburg en un 10%.
Los temas de investigación actuales en GKSS son:
- Ciencias de los materiales
- Estructura de la materia
- Tierra y ecosistema
- Medicina

Estudio en GKSS
GKSS es un centro de enseñanza reconocido por el estado alemán, con cerca de 50 estudiantes (2005). Para esta fecha los campos cubiertos son los siguientes:
- Informática y Sistemas
- Electrónica
- Vendedor
- Mecánico
- Dibujo técnico
- Mecánica de precisión